# Cleistanthus winkleri
Cleistanthus winkleri är en emblikaväxtart som beskrevs av Eugene Jablonszky. Cleistanthus winkleri ingår i släktet Cleistanthus och familjen emblikaväxter. Inga underarter finns listade i Catalogue of Life.